# Olli Ainola
Olli Ainola (Orimattila, 23 de junio de 1958-Helsinki, 27 de enero de 2019) fue un periodista finlandés, jefe de noticias en Yleisradio, la compañía de radiodifusión pública de Finlandia. Reconocido periodista de investigación en Finlandia sobre política y economía, fue director general de Talouselämä y Kauppalehti Presso durante su larga carrera.

## Estudios
Considerado un experto en elecciones, inteligencia y seguridad. Graduado como piloto profesional en Finnair en 1980. Ainola obtuvo el título de periodista en la escuela de Sanoma en 1983, con las mejores calificaciones del curso.

## Periodismo de investigación
Mediante su programa de televisión, Ainola pone al descubierto numerosos casos de corrupción y espionaje. Durante su carrera como periodista estos fueron los casos que causaron mayor repercusión mediática, e impacto en la sociedad finlandesa.

### Espionaje de la RDA
Ainola dio a conocer en el programa de periodismo de investigación MOT - Mikä Oli Tutkittava (en español: Lo que se investigó) reveló que durante la década del 70, el político finlandés Pentti Tiusanen había trabajado como espía del Ministerio para la Seguridad del Estado organismo de inteligencia de la República Democrática Alemana informando sobre las opiniones políticas de los estudiantes finlandeses.

### Los secretos de Finlandia
En febrero de 1997, Ainola reveló "Los archivos secretos de Finlandia", presentando grabaciones entre los guardias de la frontera y soldados rusos durante la Guerra Fría. El programa informó por primera vez desde 1954 que se habían realizado ataques aéreos entre aviones de combate soviéticos y estadounidenses en el espacio aéreo finlandés, pese a que las autoridades finlandesas lograron silenciar el caso durante 43 años.

### Efectividad del xilitol
En el octubre del mismo año, Ainola cuestionó la efectividad del xilitol imaginado como una sustancia promotora de la salud dental. Ainola lo cuestionó con informes médicos y señaló que el xilitol no tenía necesariamente el mismo efecto que cualquier otro endulzante.

### Violación de derechos humanos
Denunció intereses comerciales de empresas finlandesas que contrataban servicios a empresas chinas que violaban derechos humanos.

### Fondo de pensiones
En 1998, su programa denunció que los ingresos de los fondos de pensiones ocupacionales eran los más bajos en Suecia, y denunció a las empresas que operaban por motivos políticos. Según Ainola, muchos parlamentarios vivían en casas de propiedad de las compañías de seguros.

## Renuncia
Ainola, participó en las elecciones parlamentarias de 2007, lo que le dio la oportunidad de calcular el presupuesto estatal para el crecimiento económico, convirtiéndolo en uno de los temas principales de la campaña electoral.
En septiembre de 2009, Ainola se retiró del cargo de Director de Noticias de Yleisradio. En octubre de 2010, Ainola participó activamente en el Partido de la Coalición apoyando a su esposa Marja Tiuraes durante las elecciones parlamentarias.

## Reconocimientos
Ainola fue un periodista premiado y ganó varias ocasiones, el Premio Lumilapio de la Asociación de Periodismo de Investigación. En 2004 le fue otorgado el premio por su trabajo en Yleisradio junto al periodista Ari Lehikoinen por su documental Secret Military Route West. El documental trató sobre las conexiones de inteligencia occidentales durante la Guerra Fría en Finlandia.
- 1995 Artículos sobre la crisis bancaria finlandesa publicados en Suomen Kuvalehti.
- 1998, junto con Boris Salomon, el programa de dos partes de MOT Black History of Medicine.
- 2004 Documental La ruta militar secreta hacia el oeste abordó las conexiones occidentales de los militares finlandeses durante la Guerra Fría.[13]

## Vida personal
Olli Ainola, estuvo casado con Marja Tiuraes, exmiembro del Parlamento finlandés, representante del Partido de la Coalición Nacional. Tuvieron un hijo, nacido el 24 de octubre de 2008.

## Fallecimiento
Falleció tras una larga enfermedad a los 60 años.